# Бартек, Рафал
Рафал Бартек (пол. Rafał Bartek, нем. Raphael Bartek) — польский политик немецкого происхождения, председатель Сеймика Опольского воеводства с 2018 года.

## Биография
Родился 13 октября 1977 в Ополе.
Окончил педагогический университет Опольского университета и аспирантуру Вроцлавского технологического университета в области управления фондами ЕС.
С 1998 по 2001 работал учителем немецкого языка в начальной школе в городке Дембска-Кузня (Опольское воеводство).
В 2008—2015 был директором Дома польско-немецкого сотрудничества.
В 2012—2018 был сопредседателем Совместной комиссии правительства и национальных и этнических меньшинств Польши.
23 мая 2015 года он стал председателем Социально-культурного общества немцев в Опольской Силезии. Также был членом правления Союза немецких социальных и культурных ассоциаций в Польше.
В 2002—2010 и 2014—2018 годах был депутатом Совета гмины Хшонстовице, а в 2006—2010 годах — председателем Совета гмины.
На Местных выборах в Польше в 2018 году избран депутатом Сеймика Опольского воеводства.
С 21 октября 2018 года председатель Сеймика Опольского воеводства.
В 2019 неудачно баллотировался в Сенат Польши.
В мае 2022 года стал председателем Союза немецких общественных и культурных ассоциаций в Польше.